# Союз людей за образование и науку
Союз людей за образование и науку (Партия СЛОН) — социально-либеральная политическая партия, существовавшая в России с 2002 по 2007 годы.
Партия была образована группой политиков, вышедших из партии «Яблоко», во главе с Вячеславом Игруновым. Политические приоритеты — развитие за счёт технологий и мобилизации интеллектуального научно-технического потенциала страны, поддержка науки и образования, прекращение «утечки мозгов», либеральные ценности, социальная защита.
7 декабря 2003 года, на выборах в Госдуму РФ, партия получила 0,18 % голосов избирателей, заняв предпоследнее 22 место.
Среди руководства партии были мэр г. Инта и генеральный директор шахты «Западная» Владимир Шахтин, директор Центра глобальных проблем ИМИ МГИМО МИД России Виктор Сергеев, кандидат философских наук и игрок «Что? Где? Когда?» Нурали Латыпов, писатель и журналист Сергей Есин, бывший руководитель Союза кинематографистов СССР Давлатназар Худоназаров, экономист Юрий Голанд и деятельница шоу-бизнеса Лолита Милявская.

## История
20 февраля 2003 года партия провела акцию протеста против готовящейся реформы образования и против предложенного правительством сокращения расходов на науку. СЛОН призвал российские власти отказаться от позиции о расходах на образование и науку, как тяжком бремени для социальных расходов.

В 2003 году член ЦС партии и видный оппозиционный деятель Республики Коми Владимир Шахтин был избран мэром г. Инта. На выборах в облдуму Свердловской области блок СЛОН — созидание получил 1 место. В 2006 году в отношение мэра Инты было возбуждено уголовное дело за неисполнение решения Арбитражного суда республики о принятии на баланс города жилых домов, вследствие чего он был смещён с поста главы города. В 2007 году дело против Шахтина было прекращено, в связи с раскаянием подсудимого. Сам Владимир Шахтин связывал свою отставку с партийной принадлежностью и отказом сотрудничать с Единой Россией:
Я представитель СЛОНа, партии «Союз людей за образование и науку». Эта партия медленно умирает, потому что это такая партия, которая у бизнеса деньги не берет, то есть мы не продаемся. Поэтому СЛОНы в России и не выживают, а мамонты давно вымерли.
7 декабря 2003 года, на выборах в Госдуму РФ, партия получила 0,18 % голосов избирателей, заняв предпоследнее 22 место.
30 октября 2004 года партия вошла в коалицию партии Патриоты России. 21 марта 2005 года партия подписала союзное соглашение с Российской партией жизни.
18 августа 2006 года Росреестр заявил, что у партии не хватает требуемого по закону количества членов. В феврале 2007 года партия прекратила своё существование.